# Miotacz ognia LPO-50
LPO-50 (Liogkij Piechotnyj Ogniemiot obrazca 1950 goda; pol. lekki miotacz ognia piechoty wz. 1950) – radziecki miotacz ognia wprowadzony do służby w latach 50. XX wieku. 
Miotacz ognia LPO-50 został skonstruowany tak, aby zminimalizować niebezpieczeństwo dla obsługującego go żołnierza. Do wydmuchu mieszanki paliwowej nie użyto sprężonego gazu (uszkodzenie takiego zbiornika skutkowałoby jego natychmiastowym rozerwaniem). Zamiast tego wykorzystano mechanizm pirotechniczny. Podczas jednego strzału, w ciągu ok. 2 sekund opróżnieniu ulegał cały zbiornik mieszanki zapalającej, dlatego też żołnierz miał na plecach trzy takie zbiorniki, każdy o pojemności ok. 3,3 l. Tak więc żołnierz obsługujący LPO-50 mógł oddać 3 strzały.
Paliwem wykorzystanym w miotaczu ognia LPO-50 mogła być benzyna lub olej napędowy, jednak w celu zwiększenia zasięgu, zalecano dodanie do paliwa zagęszczacza, którym był środek żelujący NK lub OP-2.
Miotacze ognia LPO-50 znajdowały się na wyposażeniu armii państw Układu Warszawskiego, m.in. ZSRR, Polski i NRD. Produkowane były także na licencji w Rumunii. W Polsce zostały wprowadzone w połowie lat 50. i w latach 80.  stanowiły nadal uzbrojenie sześciu plutonów: w 6 Pomorskiej Dywizji Powietrznodesantowej, 7 Dywizji Desantowej i czterech batalionach obrony przeciwchemicznej. Wycofane do początku XXI wieku. Na wyposażeniu WP były jeszcze w XXI w.
Związek Socjalistycznych Republik Radzieckich, jeszcze przed ochłodzeniem się stosunków dyplomatycznych w latach 60. XX wieku przekazał Chinom sporą liczbę miotaczy LPO-50, a także licencję na ich produkcję. Produkowane w Chinach miotacze oznaczono jako Typ 58. Na ich bazie powstały także konstrukcje zmodernizowane: Typ 02 (zastosowanie nowej prądownicy) i Typ 02A (użycie dwóch zbiorników na mieszankę, zamiast trzech).
Następcą LPO-50 był rakietowy miotacz ognia RPO Ryś.